# Psednos whitleyi
Psednos whitleyi és una espècie de peix pertanyent a la família dels lipàrids.

## Descripció
- Fa 9,1 cm de llargària màxima.
- Nombre de vèrtebres: 56.
- Peritoneu de color negre.[5]

## Hàbitat
És un peix marí i batidemersal que viu entre 900 i 920 m de fondària al talús continental.

## Distribució geogràfica
Es troba a l'Índic oriental: el nord-oest de Tasmània (Austràlia).

## Costums
És bentònic.

## Observacions
És inofensiu per als humans.